# Канко
Канко (寛弘) је јапанска ера (ненко) која је настала после Чохо и пре Чова ере. Временски је трајала од јула 1004. до децембра 1012. године и припадала је Хејан периоду. Владајући цареви били су Ичиџо и Санџо.

## Важнији догађаји Канко ере
- 17. март 1008. (Канко 5, осми дан другог месеца): Бивши цар Казан умире у 41 години.[4]
- 16. јул 1011. (Канко 8, тринаести дан шестог месеца): У петој години владавине цар Ичиџо абдицира а престо преузима његов рођак, касније цар Санџо.[5]
- 15. јул 1011. (Канко 8, двадесетдруги дан шестог месеца ): Цар Ичиџо умире у 32 години.[6]
- 21. новембар 1011. (Канко 8, двадесетчетврти дан десетог месеца): Бивши цар Реизеи умире у 62 години.[7]